# Hungerfordia pelewensis
Hungerfordia pelewensis là một loài ốc cạn nhỏ thuộc họ Diplommatinidae. Chúng là loài đặc hữu của Palau.